# オッゲルスハウゼン彫刻公園

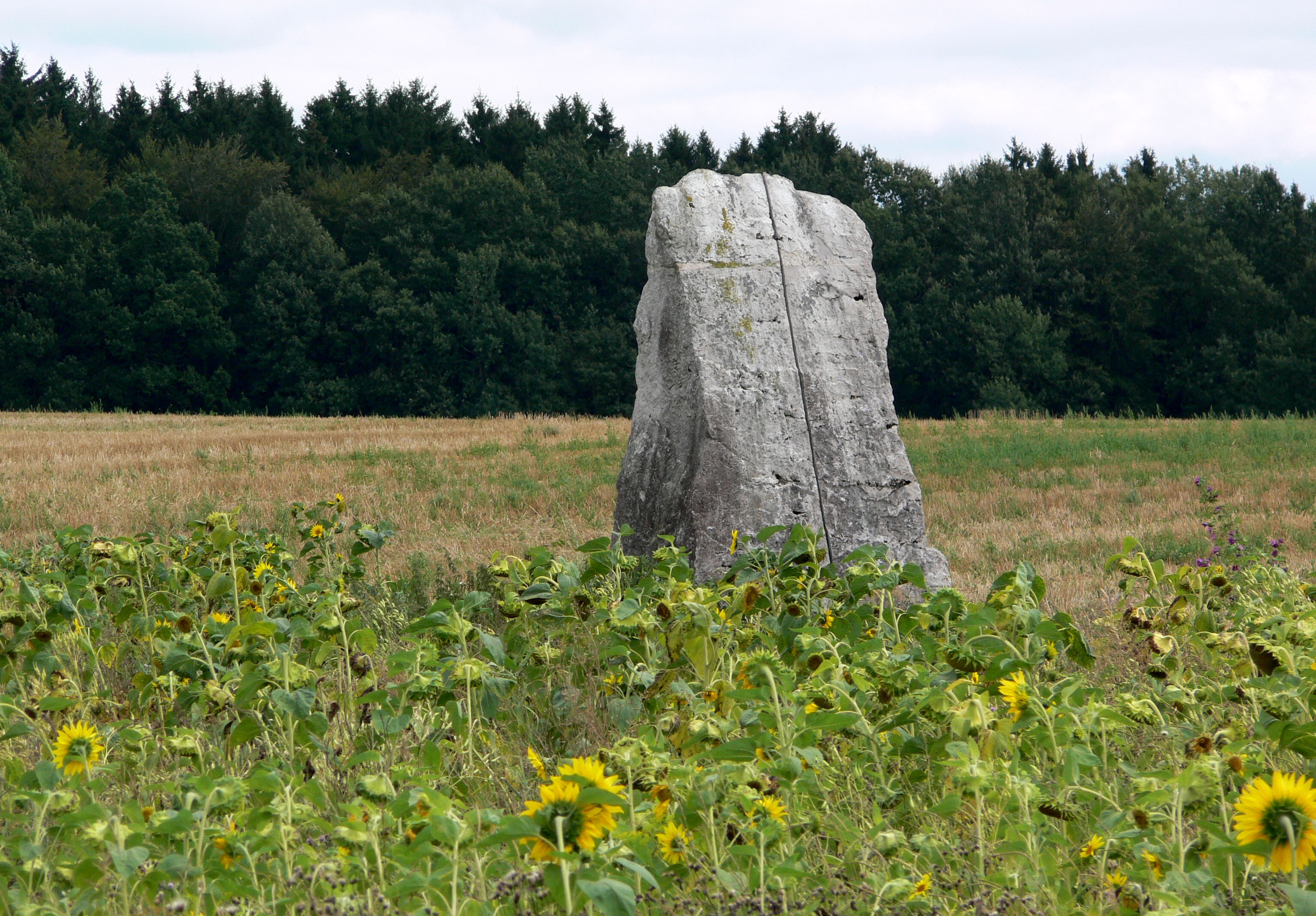
オッゲルスハウゼン彫刻公園 (2000)

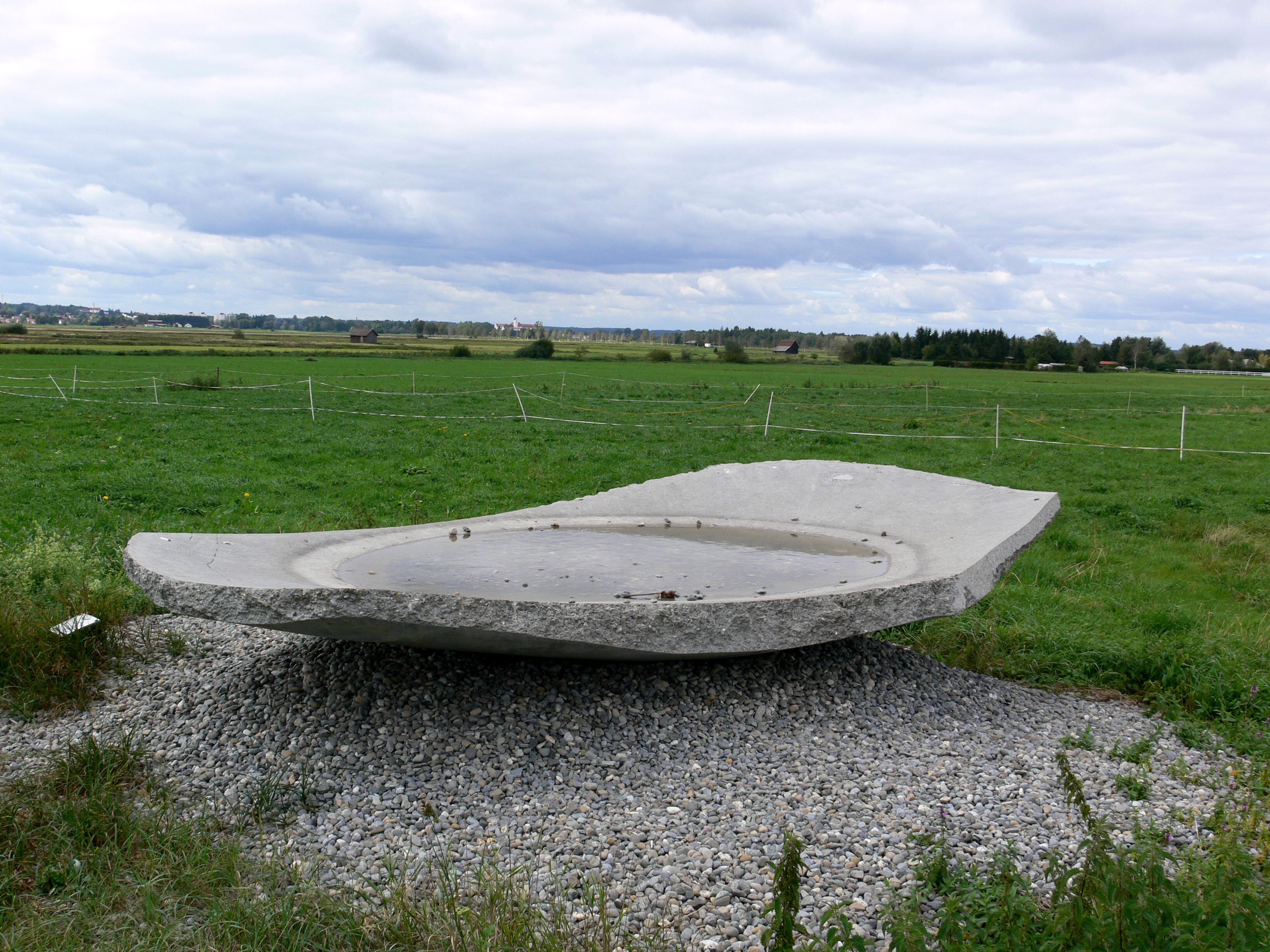
ヘロルド　ヤグル: フェーダーゼーの皿(2000)

オッゲルスハウゼン彫刻公園は、ドイツのバーデンウッテンベルグ州のオッゲルスハウゼン市にある彫刻公園です。
彫刻公園は、2つの彫刻シンポジウムを経て設立されました。最初のシンポジウムは、彫刻家カール・プラントルの提唱により開催された「彫刻家シンポジウム 1969/70」で、15人の国際的な石彫刻家が参加しました。2つ目のシンポジウムは「欧州彫刻家のシンポジウム 2000」で、10人の彫刻家が参加し、それぞれ現地で彫刻作品を制作しました。これにより、現在公園には25点の彫刻が展示されています。

## 1969/1970年　彫刻シンポジウム参加者
- 秋山礼巳 (日本)
- マリア・ビルジャン・ビルガー（オーストリア）
- ケネス・キャンベル（アメリカ）
- ミロスラフ・フルパッチ（チェコ）
- エルマー・ダウチャー（ドイツ）
- 藤原信（日本・ノルウェー）
- ハーバート・ジョージ（アメリカ）
- ピーター・ホロフカ（オーストリア）
- レオ・コルンブルスト（ドイツ）
- 水井康雄（日本・フランス）
- 成田武羅（日本）
- ハインツ・L・ピストル（ドイツ）
- カール・プラントル（オーストリア）
- ズデネク・シメク（チェコ）
- オルブラム・ズベク（チェコ）

## 2000年　彫刻シンポジウム参加者
- マイケル・ダン・アーチャー（イギリス）『聖域』
- パトリック・クロンベ（ベルギー）『ポルタ』
- ハンス・ミヒャエル・フランケ（ドイツ）『格子』
- ウリ・ゲスセル（ドイツ）『朝から夜まで』
- ゲロルト・ヤーグル（ドイツ）『スケール』
- マリット・リッカンド（ノルウェー）『ヘルト・イ・４世（トラバーチン）』
- ヨゼフ・ナジ（ドイツ）『責任』
- アクセル・F・オッターバッハ（ドイツ）『タイムスリップ』
- イルマ・オルテガ・ペレス（メキシコ）『ワシヤ』
- ピーター・ランドルフ・ページ（イギリス）『フェーダーの石』

## 写真

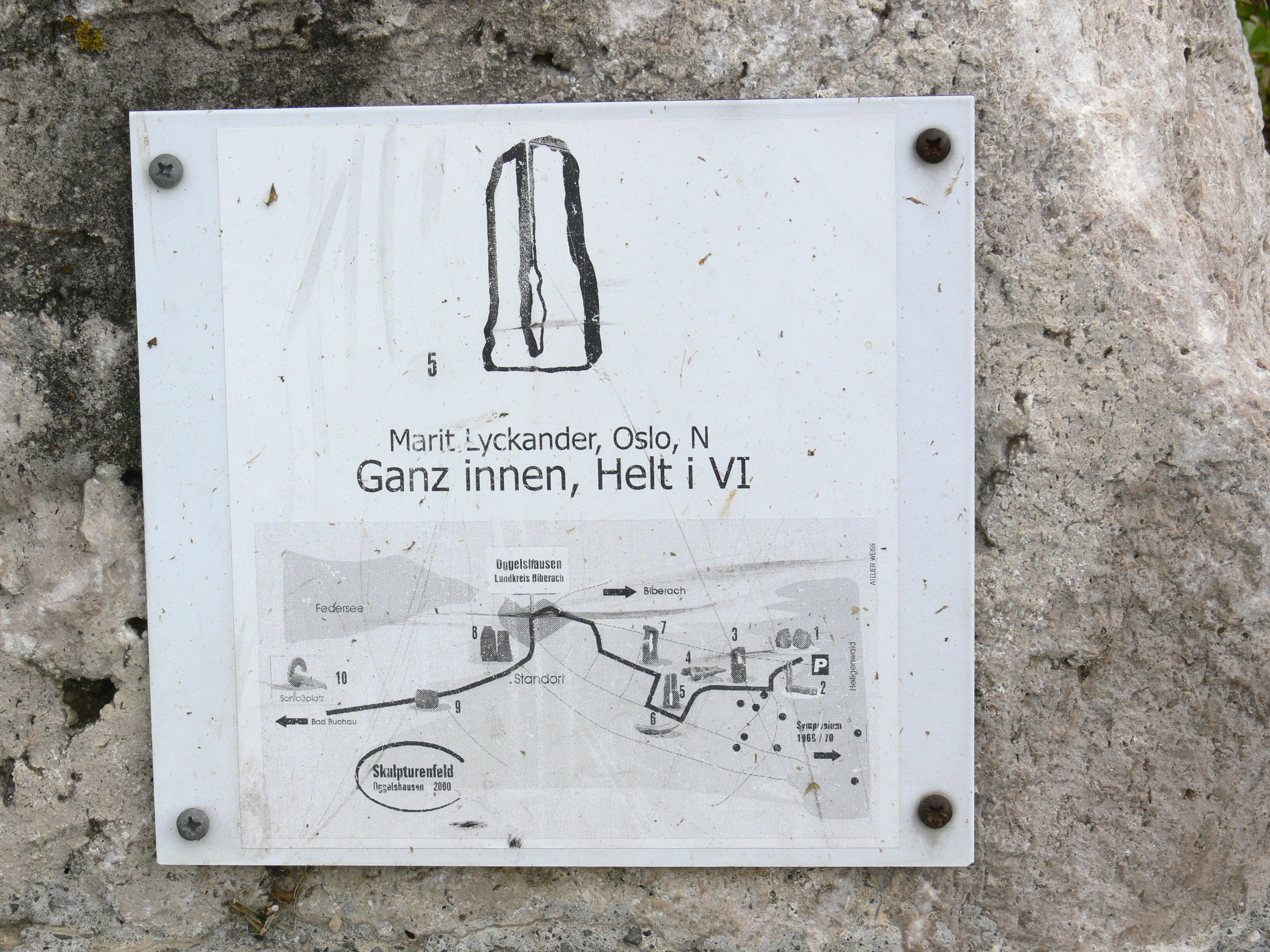
案内標識
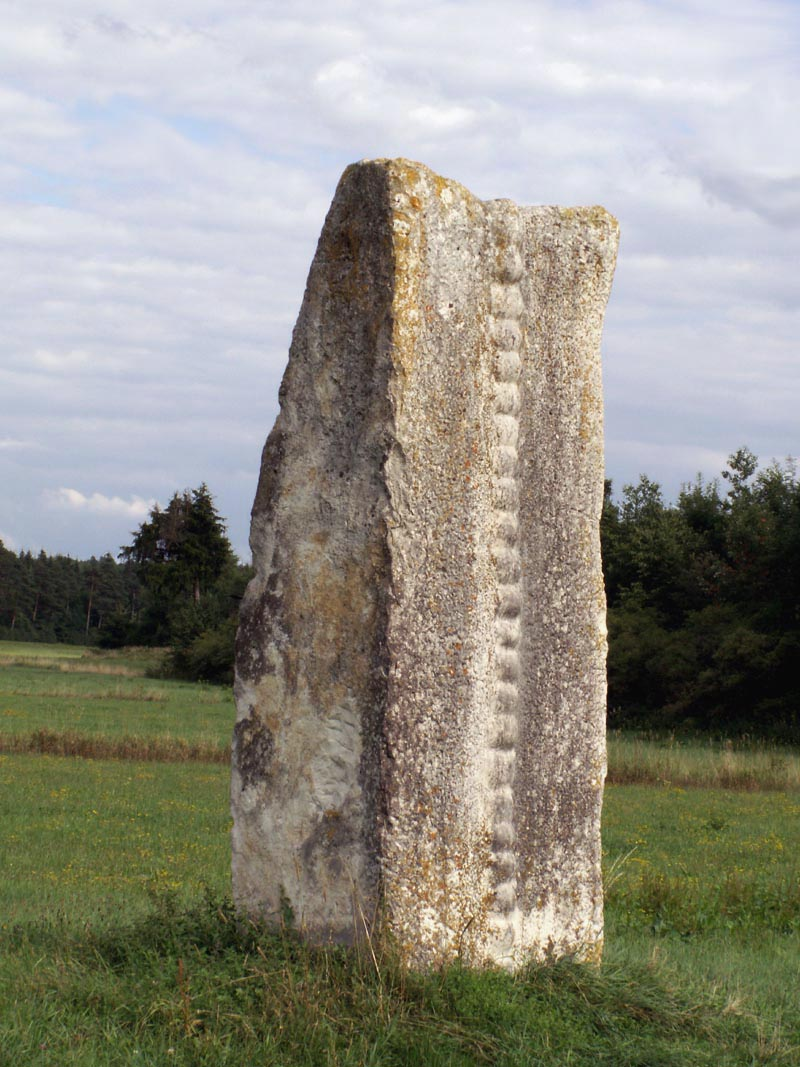
カール・プラントル (1969/70)
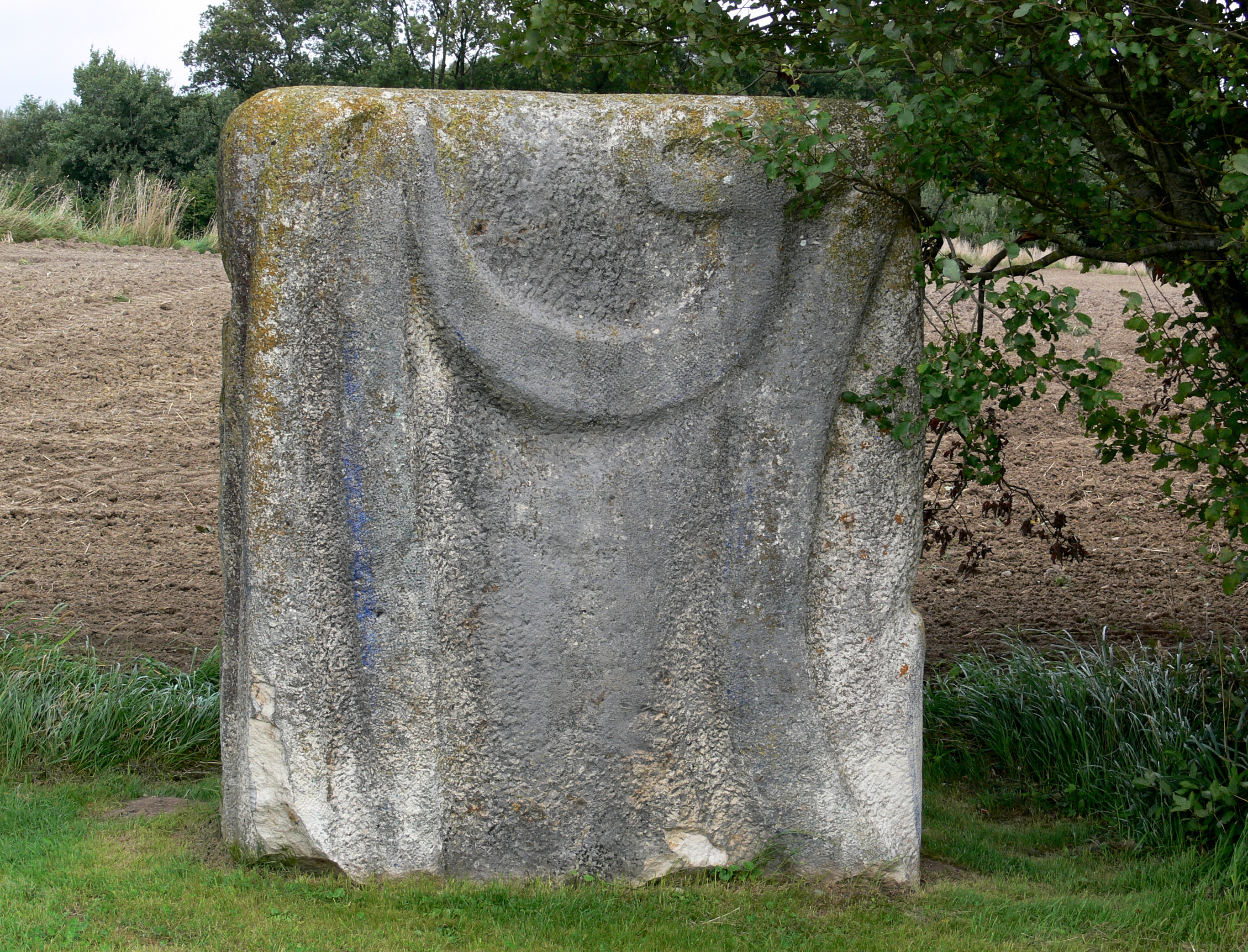
マリア・ビルジャン・ビルガー (1969/70)
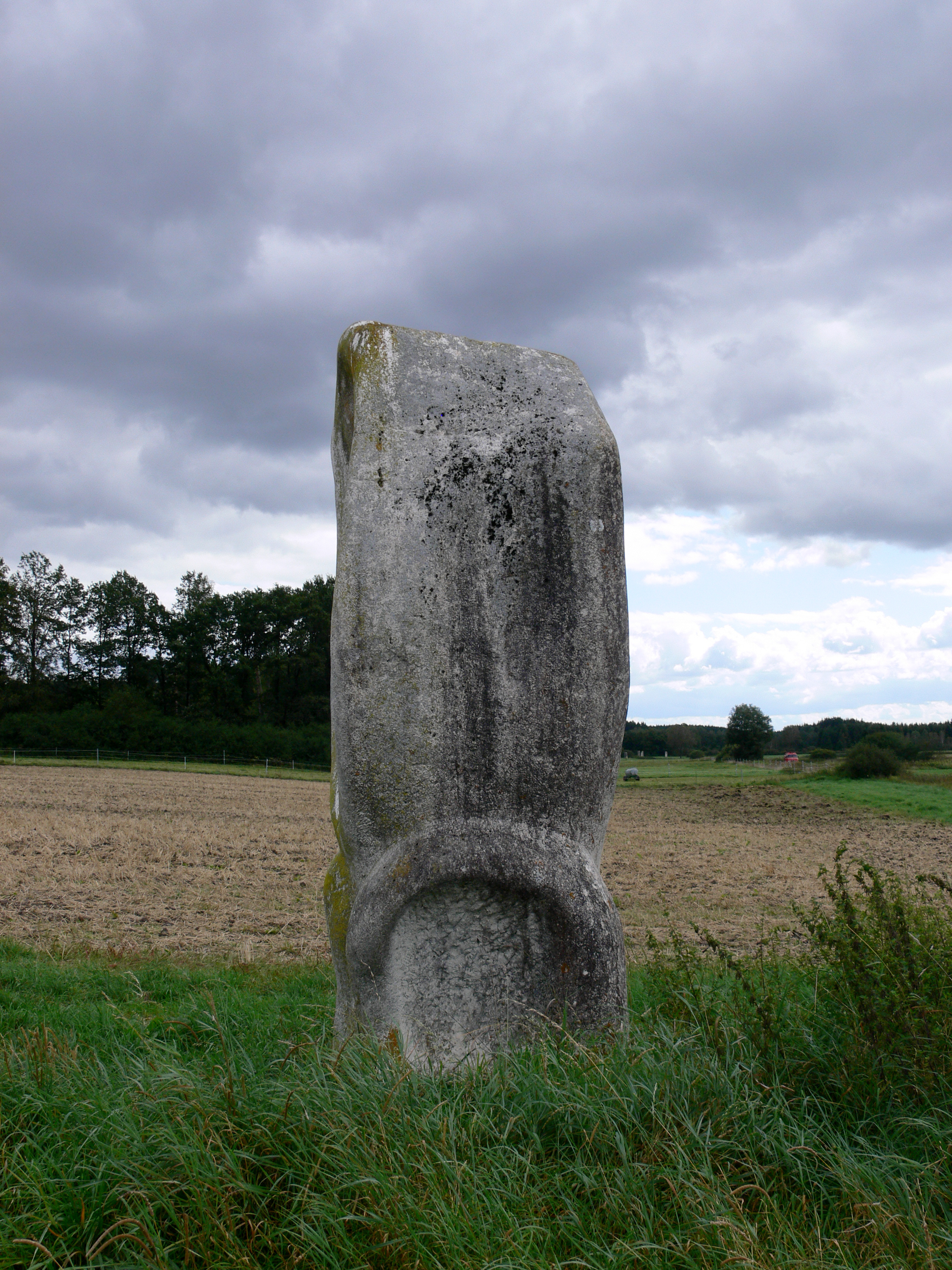
ケネス・キャンベル (1969/70)
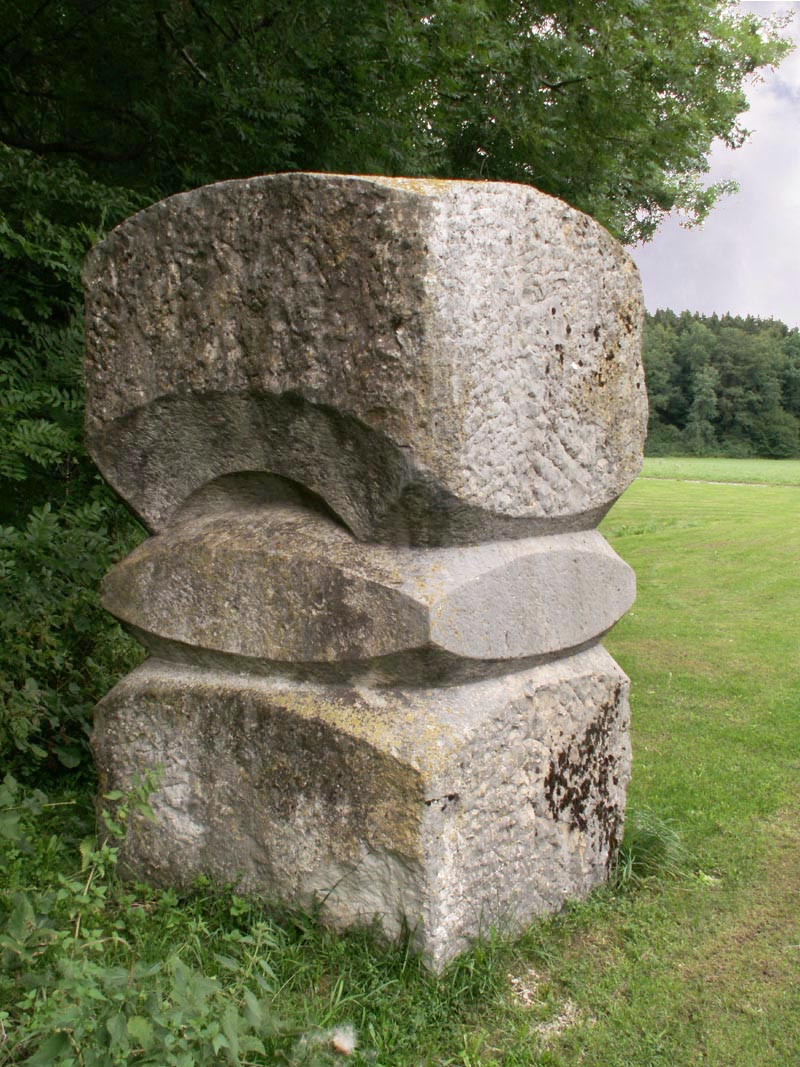
ズデネク・シメク (1969/70)
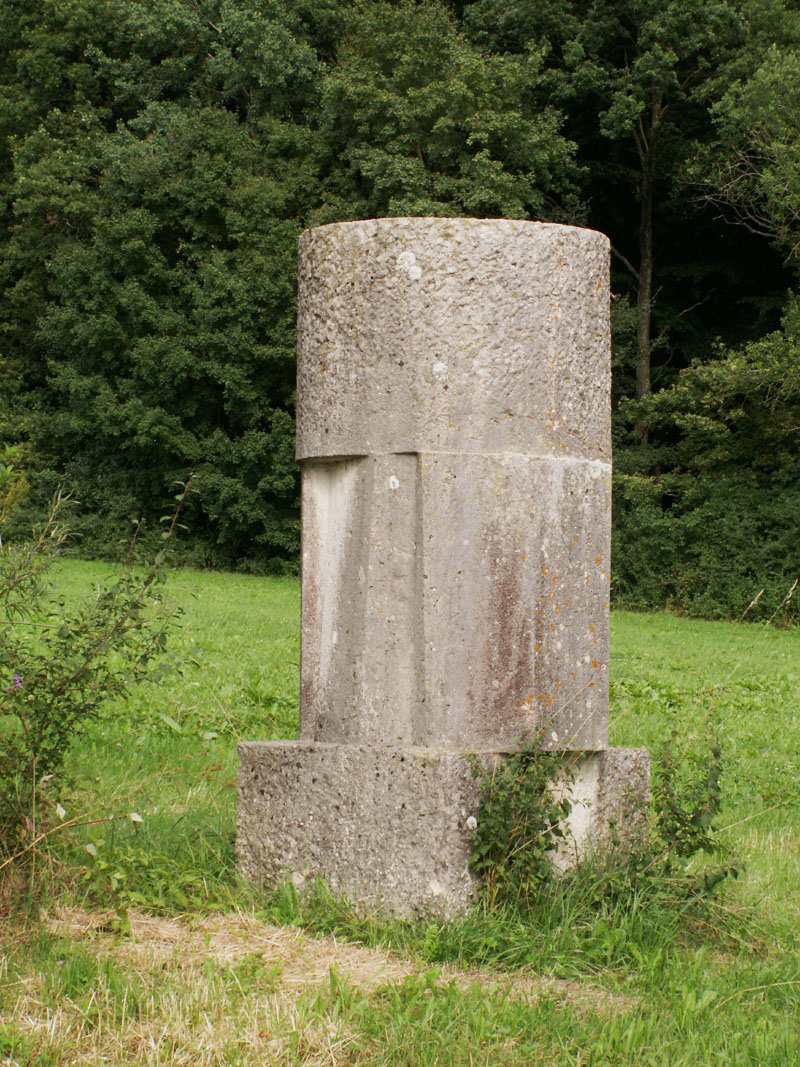
レオ・コルンブルスト (1969/70)
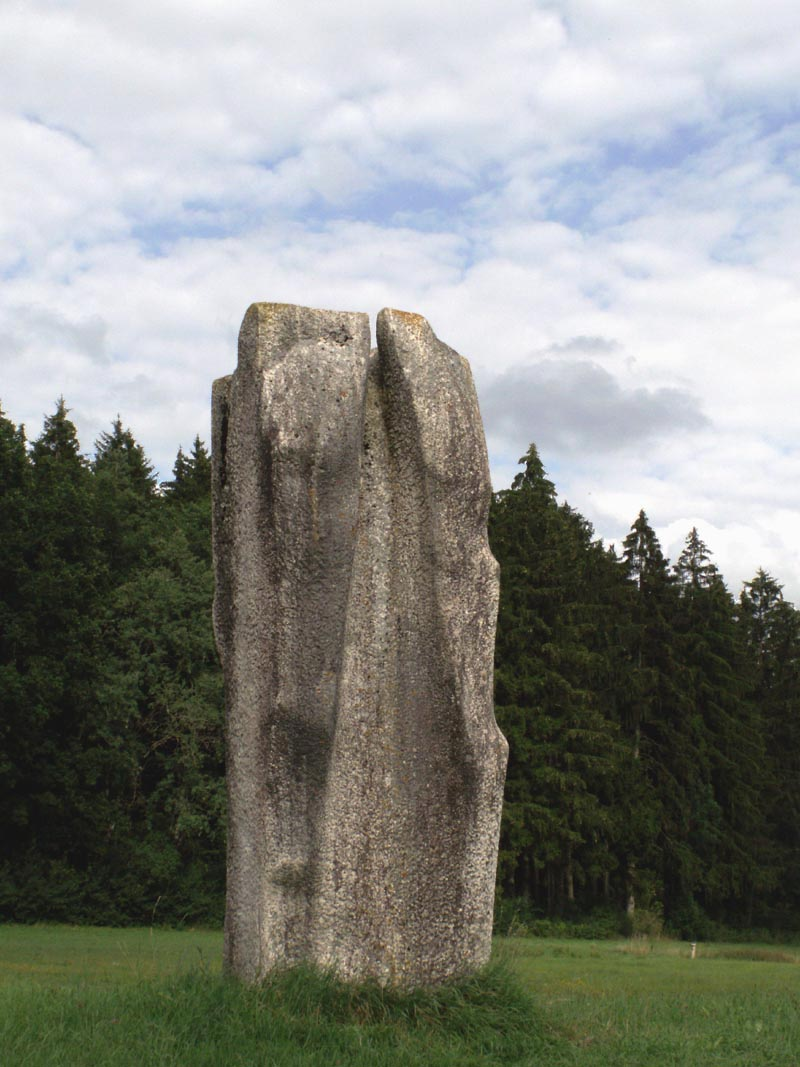
水井康雄: 光の滝 (1969/70)
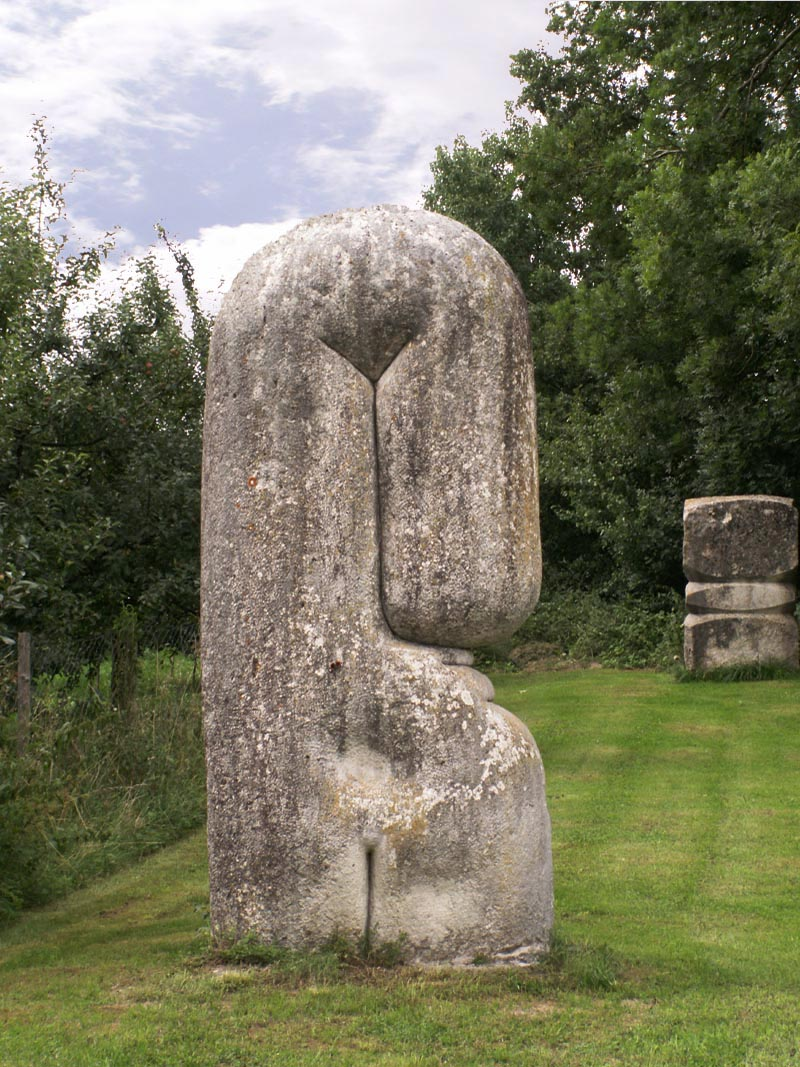
ハーバート・ジョージ  (1969/70)
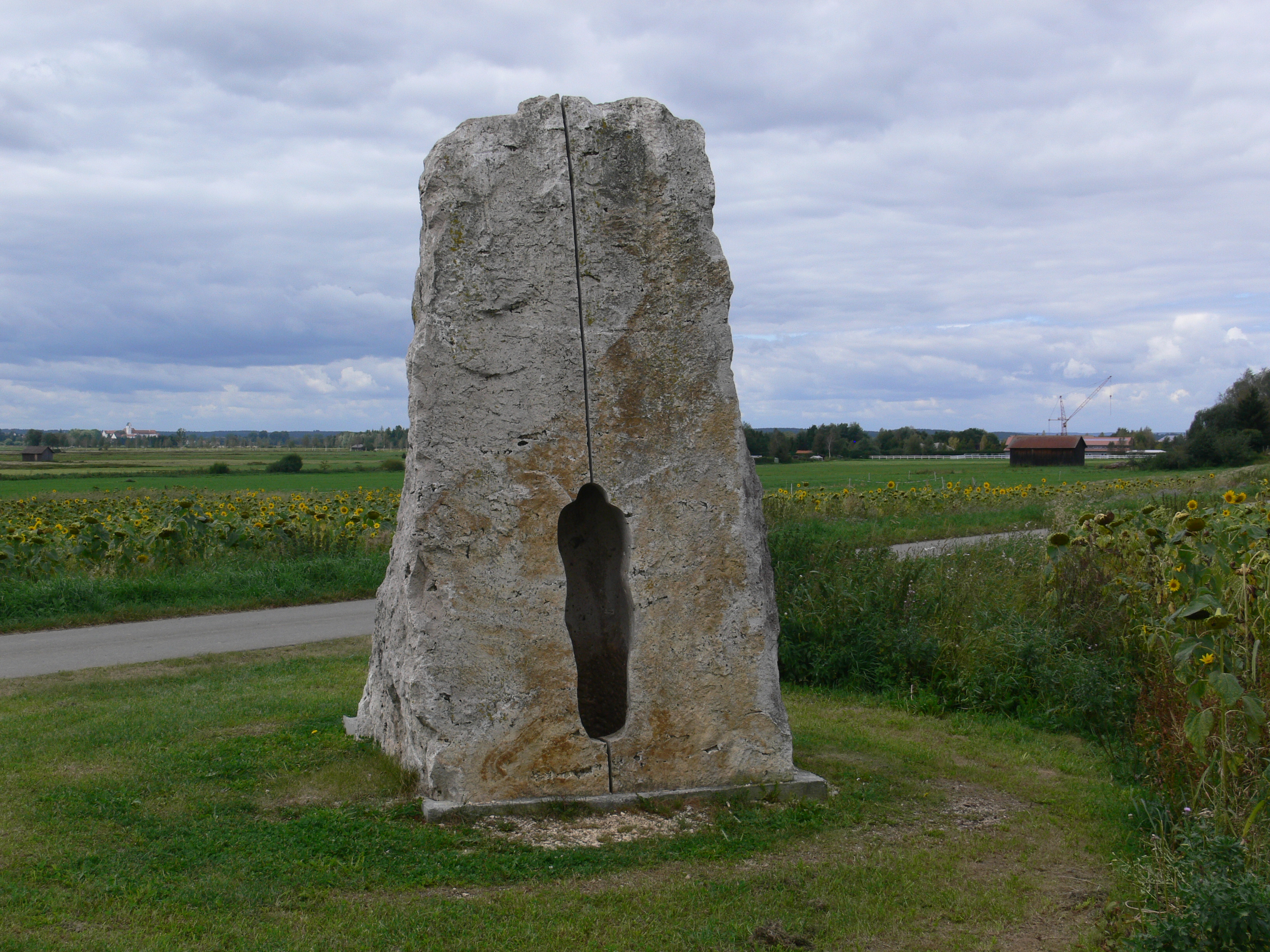
Marit Lyckander: Helt i VI (2000)
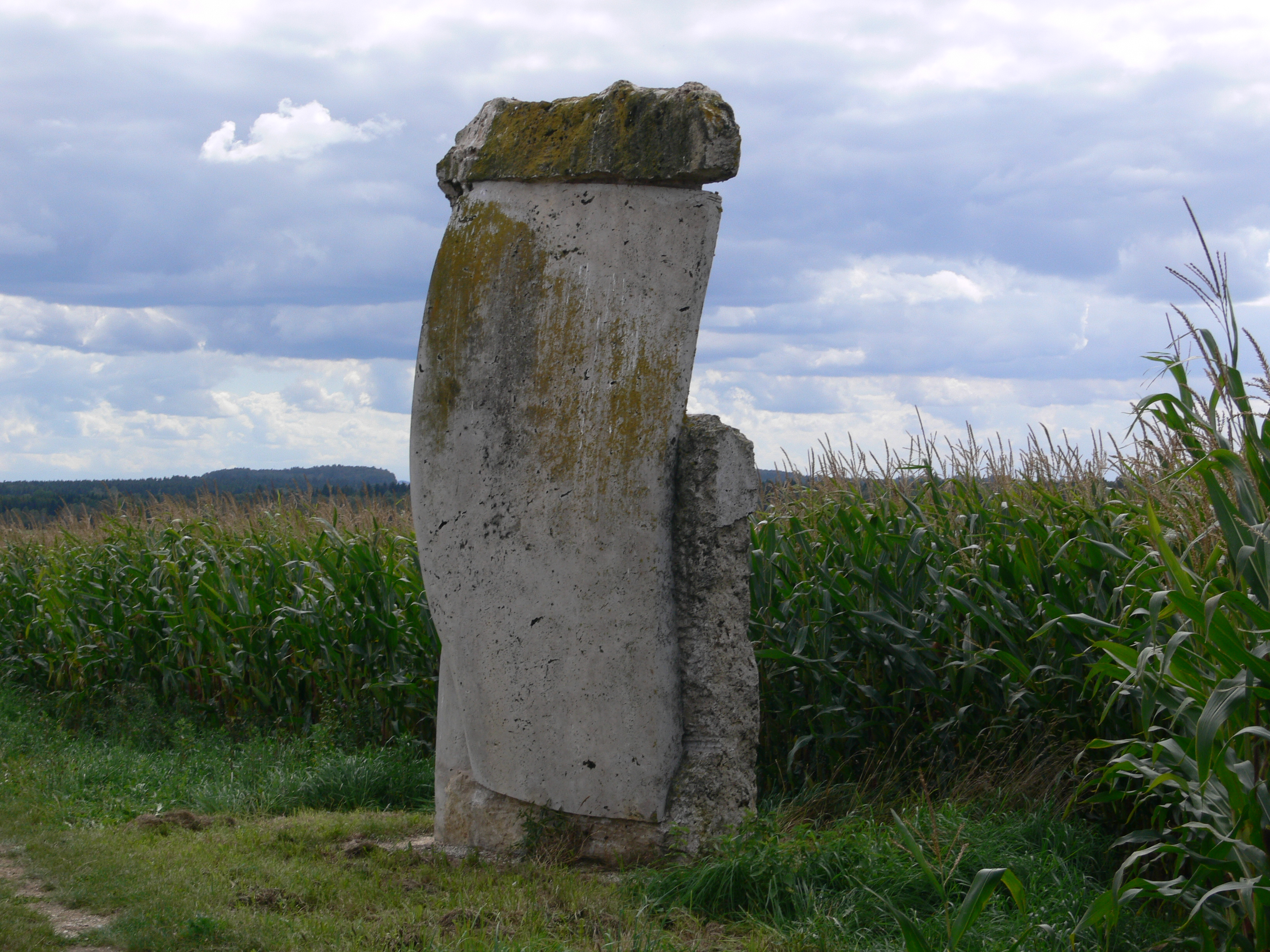
ヨゼフ・ナジ: 責任 (2000)
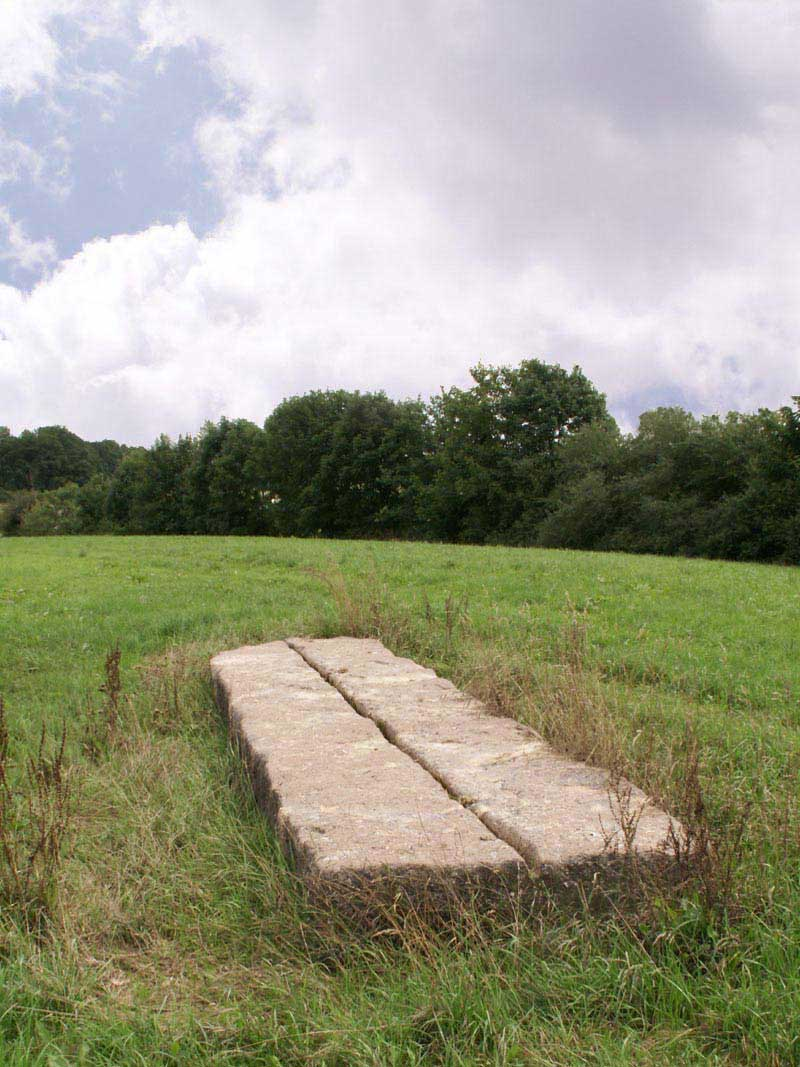
藤原信(1969/70)
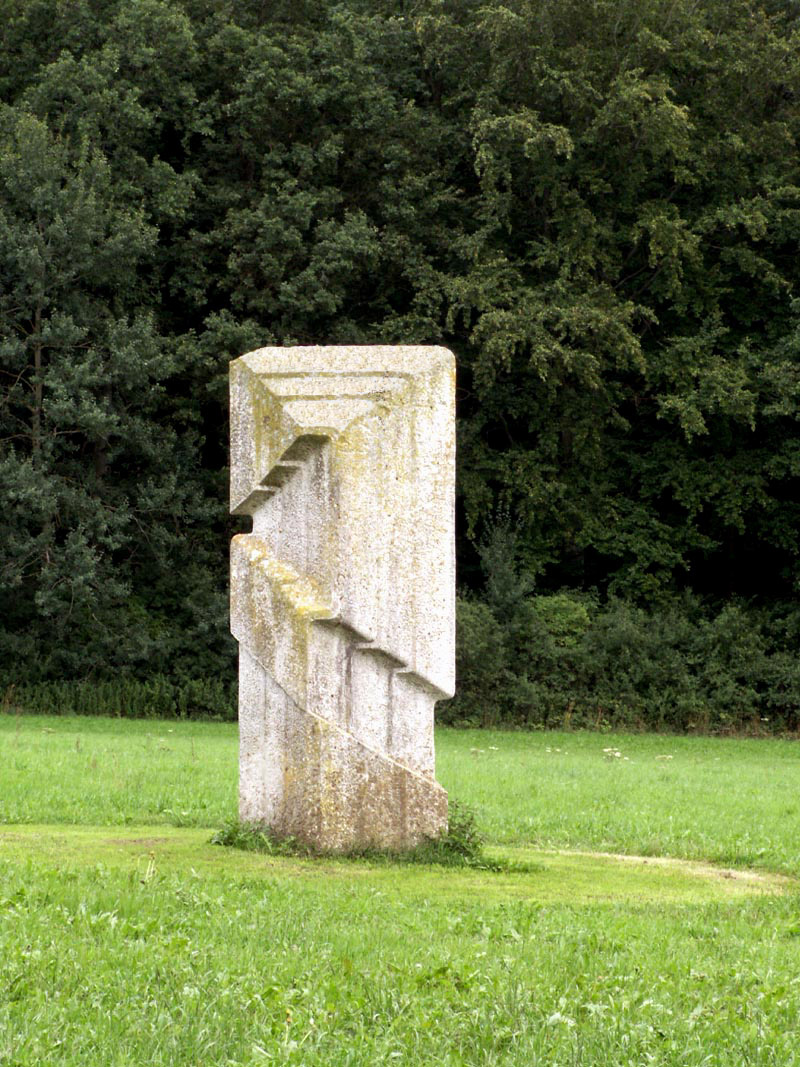
秋山礼巳(1969/70)

## その他リンク
- オッゲルハウゼン彫刻庭園（独）Skulpturenfeld Oggelshausen
- オッゲルハウゼンのシンポジウム（独）Symposion Oggelshausen